# Adama Traoré (labdarúgó, 1995. június 5.)
Adama Traoré (Bamako, 1995. június 5. –) mali válogatott labdarúgó, a török élvonalbeli Gençlerbirliği játékosa.

## Pályafutása

### Klubcsapatokban
Traoré a mali CO Bamako akadémiáján nevelkedett. Felnőtt labdarúgó-pályafutását 2013-ban a kongói TP Mazembe csapatánál kezdte el, 2013 és 2018 között a csapat színeiben bajnoki mérkőzésen százötvenhárom mérkőzésen huszonhét gólt szerzett, valamint tagja volt a 2015-ben CAF-bajnokok ligája győztes csapatnak.
2018 és 2021 között a francia FC Metz labdarúgója volt, ahol három év alatt összesen két bajnoki mérkőzésen lépett pályára, többnyire kölcsönben futballozott; 2019-ben a francia másodosztályú US Orléans, 2020-ban a szaúd-arábiai Al-Adalah játékosa volt.
2021 és 2022 között a moldovai Sheriff Tiraspol labdarúgója volt, a csapattal kétszer nyerte meg a moldáv labdarúgó-bajnokságot és egyszer a moldáv kupát, valamint szerepelt a 2021–2022-es UEFA-bajnokok ligája csoportkörében is.

#### Ferencváros
2022 májusában a magyar élvonalbeli Ferencvárosi TC szerződtette. Július 13-án a Bajnokok ligája selejtezőjében a kazah Tobol ellen 5–1-re megnyert hazai mérkőzésen két gólt szerzett. A klub történetének 100. (és 101.) olyan találata volt, amely a Bajnokcsapatok Európa-kupájában vagy a Bajnokok ligájában született. 2022. július 27-én gólt lőtt a Bajnokok ligája 2. fordulójában Pozsonyban a Slovan Bratislava ellen 4–1-re megnyert mérkőzésen. Augusztus 9-én a Qarabağ FK elleni hazai Bajnokok ligája-selejtező meccsen is gólt szerzett. Augusztus 18-án 2 gólt lőtt az ír Shamrock Rovers ellen, az Európa-liga-selejtező rájátszásának első találkozóján. Tíz nappal később a Budapest Honvéd elleni bajnoki mérkőzésen mesterhármast ért el, az FTC 3–1-re győzött. Szeptember 4-én a Szusza Ferenc Stadionban az Újpest elleni bajnoki mérkőzésen 1 góllal és 1 gólpasszal vette ki a részét a történelmi 6–0-s Fradi győzelemből. 2022. szeptember 8-án az Európa-liga H csoportjának nyitófordulójában gólt lőtt a török Trabzonspor ellen 3–2-re megnyert hazai mérkőzésen.
2023. július 27-én góllal és gólpasszal segítette csapatát az ír Shamrock Rovers ellen 4–0-ra megnyert Konferencia Liga selejtező mérkőzésen.
2024. július 23-án mesterhármast ért el a walesi The New Saints ellen 5–0-ra megnyert  Bajnokok ligája-selejtezőn.
2025. augusztus 19-én a török élvonalbeli Gençlerbirliği szerződtette. A Ferencváros színeiben három szezon alatt 61 élvonalbeli mérkőzésen 21 alkalommal volt eredményes.

### A válogatottban
2013 óta hatvan mérkőzésen lépett pályára a mali válogatottban, tagja volt a 2019-es és a 2021-es afrikai nemzetek kupáján szerepelt válogatottnak.

#### Góljai a mali válogatottban
megjegyzés Az eredmények a mali válogatott szemszögéből értendők.
| #  | Dátum               | Ellenfél     | Eredmény | Kiírás                                 | Esemény          |
| -- | ------------------- | ------------ | -------- | -------------------------------------- | ---------------- |
| 1. | 2014. január 11.    | Nigéria      | 2 – 1    | Afrikai nemzetek bajnoksága csoportkör | 50'              |
| 2. | 2018. szeptember 9. | Dél-Szudán   | 3 – 0    | ANK-selejtező                          | 77' 88'          |
| 3. | 2019. március 23.   | Dél-Szudán   | 3 – 0    | ANK-selejtező                          | 65' 90'          |
| 4. | 2019. június 23.    | Mauritánia   | 4 – 1    | ANK-csoportkör                         | 61' 74'          |
| 5. | 2019. szeptember 5. | Szaúd-Arábia | 1 – 1    | barátságos mérkőzés                    | 38'              |
| 6. | 2019. november 14.  | Guinea       | 2 – 2    | ANK-selejtező                          | 56' 83'          |
| 7. | 2021. szeptember 1. | Ruanda       | 1 – 0    | vb-selejtező                           | 19'              |
| 8. | 2021. október 7.    | Kenya        | 5 – 0    | vb-selejtező                           | 7' 74'           |
| 9. | 2023. március 24.   | Gambia       | 2 – 0    | ANK-selejtező                          | 90+5' (11-esből) |

## Sikerei, díjai

### Klubcsapatokban
TP Mazembe
- A Kongói Demokratikus Köztársaság bajnoka (3): 2013–14, 2015–16, 2016–17
- CAF-bajnokok ligája (1): 2015
- CAF Konföderációs Kupagyőztes (2): 2016, 2017
- CAF Szuperkupagyőztes (1): 2016

  Sheriff Tiraspol
- Moldáv bajnok (2): 2020–21, 2021–22
- Moldáv kupagyőztes (1): 2022

 Ferencvárosi TC
- Magyar bajnok (3): 2022–23,[14] 2023–24, 2024–25[15]
- Magyar kupa ezüstérmes (2): 2024,[16] 2025